# Vide (physique)
Pour les articles homonymes, voir vide.
Ne doit pas être confondu avec vide quantique.
En physique, le vide est l'absence de toute matière. Le vide absolu est donc un milieu statistiquement sans particules élémentaires. Un espace dans lequel les molécules sont fortement raréfiées peut donc être retenu comme une première définition du vide approximatif. Ainsi, il suffit d’utiliser une pompe à vide pour extraire l’air d'une enceinte étanche pour y « faire le vide ». La qualité du vide est alors définie par la pression d'air résiduelle, généralement exprimée en pascal, en millibar ou en torr. Seul un vide partiel peut être atteint avec un tel processus, quelle que soit la température.
Le vide en astronomie se rencontre dans l'espace entre les corps célestes, ce que l'on nomme « espace ».
Une pression de l'ordre de 10−8 Pa est appelée ultravide, ce qui, aux températures usuelles (300 K), correspond à une densité de l'ordre d'une dizaine de millions de molécules par centimètre cube. Par comparaison, la densité au sein des gaz interstellaires est de l'ordre de 1 atome par centimètre cube.
La notion de vide s'entend couramment comme l'absence de toute particule, et chez bien des physiciens, au cours de l'histoire, cette absence est compatible avec l'existence d'un éther qui, emplissant imperceptiblement l'espace et les corps, permet la transmission de la lumière et des forces agissant à distance. Depuis la relativité générale, la notion de champ a avantageusement remplacé celle d'éther. Par contre la physique quantique a ajouté quelques complications à la notion de vide, avec les fluctuations du vide, ou encore avec la notion de faux vide.

## Histoire

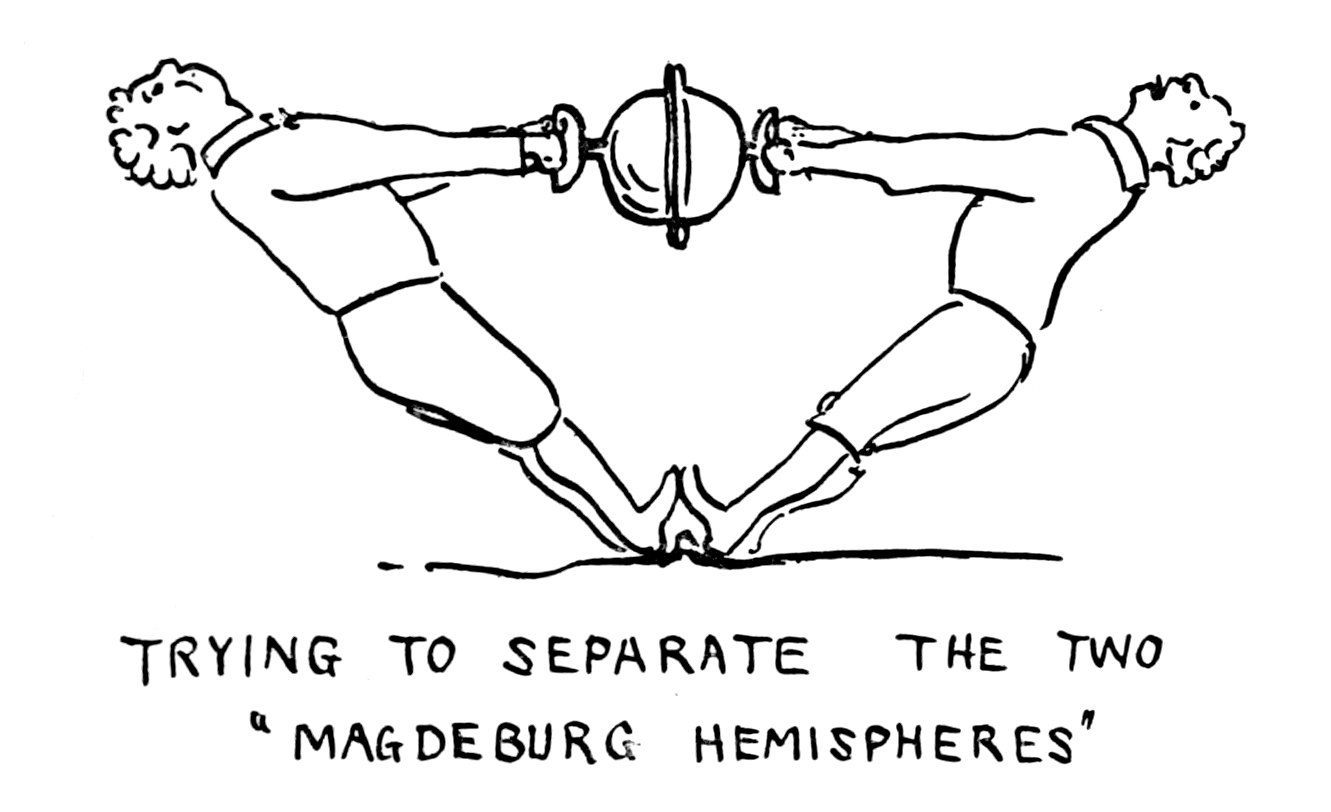
Expérience des hémisphères de Magdebourg revisitée, Herbert Hall Turner, Voyage in Space, 1913.

Historiquement, l'existence d'un vide a donné lieu à de nombreux débats. Les philosophes grecs antiques ont débattu de l'existence d'un vide dans le contexte de l'atomisme qui posait le vide et les atomes comme éléments explicatifs fondamentaux de la physique. À la suite de Platon, même le concept abstrait d'un vide sans caractéristiques faisait face à un scepticisme considérable : il ne pouvait pas être appréhendé par les sens, il ne pouvait pas, lui-même, fournir un pouvoir explicatif supplémentaire au-delà du volume physique avec lequel il était proportionnel et, par définition, était tout à fait littéralement rien du tout, ce qui ne peut pas être dit de quelque chose qui existe. Aristote a cru qu'aucun vide ne pouvait se produire naturellement, car le continuum de matériau environnant plus dense comblerait immédiatement toute rareté qui pourrait donner lieu à un vide.

### Le vide atomiste
- Vers -500 avant notre ère, Leucippe émet l'idée que la matière est composée d'unités fondamentales indivisibles, les atomes, du grec atomos qui veut dire insécable, et l'idée d'un espace vide au sein duquel les atomes peuvent évoluer[3].
- En -440, à la suite de Leucippe, son disciple Démocrite développe l'idée d'un univers de taille infinie et constitué d'espace vide habité par des particules solides et indivisibles, de formes et tailles différentes, toutes en mouvement. Il fonde la théorie atomiste qui sera ensuite intégrée à l'épicurisme[4].
- Vers -400, à la suite de l'énoncé des paradoxes de Zénon d'Élée, plusieurs penseurs grecs en viennent à réfuter la notion de vide, dont Empédocle (« tout est plein »), Platon (quoique de façon ambiguë[5]) et surtout Aristote. Commence alors à émerger la conception que l'espace n'est pas vide, qu'il serait baigné d'une substance informe, l'éther, qui s'ajoute aux 4 autres éléments[6]. L'idée aristotélicienne de l'horror vacui (« la nature a horreur du vide ») va occuper tout le Moyen Âge[7].
- Épicure (-342 à -270) puis Lucrèce (-98 à -55) reprennent les idées de Démocrite, affirmant l'existence du vide qui serait nécessaire au déplacement des atomes[8]. Vers -70 avant notre ère, Lucrèce, vulgarisateur de l'atomisme, décrit la nécessité du vide dans son poème De la nature des choses[4] et la pluralité des mondes[9].

### Réfutation aristotélicienne du vide
Aristote (-384 à -322) réfute l'idée du vide dans les chapitres 8 (Du mouvement) et 9 (Du vide en l'absence de mouvement) du Livre IV de sa Physique. Tout corps pesant qui tombe possède, selon lui, une certaine vitesse, déterminée par la nature, et que l'on ne peut ni accroître ni diminuer, si ce n'est en usant de la violence ou en lui opposant une résistance. De manière erronée, il suppose qu'un mobile dix fois plus lourd qu'un autre se meut dix fois plus vite et tombe dès lors dix fois plus rapidement.
D'autre part, observant la difficulté qu'un mobile éprouve à se mouvoir dans un milieu dense, Aristote postule que la vitesse dans l'air par rapport à la vitesse dans l'eau est dans le rapport inverse de leurs densités. Si l'eau est dix fois plus dense que l'air, un même corps pesant descendra dans l'air dix fois plus vite que dans l'eau. Si le vide pouvait exister, la subtilité de celui-ci surpasserait de manière infinie celle de tout autre milieu, le mouvement se ferait instantanément, ce qui est impossible. Par conséquent, en vertu de l'existence du mouvement, il est, selon Aristote, impossible qu'il y ait du vide. Il va jusqu'à dire qu'il n'y a pas de raison pour qu'un corps en mouvement (dans le vide) s'arrête quelque part, « Ετι ουδείς αν ϊγο ειπείν δια τί κινηθεν υτήσεταί που », échouant par là, peut-être de peu, à découvrir l'inertie. Ceci et d'autres choix malheureux, Aristote placé aux nues par ses successeurs, engageront la science dans une impasse qui durera jusqu'à Galilée qui battra toutes ces assertions en brèche.

### Expérimentation du vide

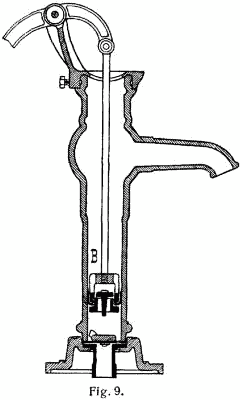
La pompe à bras réduit la pression atmosphérique dans la chambre de la pompe. La pression atmosphérique s'étend vers le bas dans le puits et force l'eau dans la colonne pour équilibrer la pression réduite. Les pompes à bras hors terre ne sont efficaces que jusqu'à une profondeur d'environ 9 mètres en raison du poids de la colonne d'eau équilibrant la pression atmosphérique.

L'invention de la pompe à piston est la conséquence des recherches menées par Ctésibios au IIIe siècle av. J.-C. à Alexandrie. Les efforts qu'il entreprend dans la réalisation de son orgue hydraulique le mènent à inventer le piston, au cœur de nombreuses machines hydrauliques et notamment des pompes. Des systèmes de pompe sont décrits par Philon, que l'on considère comme le continuateur de Ctésibios, par Vitruve (machina Ctesibica) et Héron d'Alexandrie.
Ce qui n'était souvent qu'un objet de curiosité pour les Grecs sera mis en pratique par les Romains, notamment dans les mines pour réaliser l'exhaure. Les pompes aspirantes élèvent l'eau par succion en créant une chute de pression entre le niveau d'eau dans le tuyau et la surface inférieure du piston. Un clapet anti-retour placé sur le piston impose à l'eau de circuler dans un seul sens et permet de répéter l'opération de pompage. La hauteur à laquelle cette pompe peut élever l'eau dépend de la différence entre la pression à la surface libre de l'eau et la pression plus basse créée dans le tuyau par le mécanisme de la pompe. La limite théorique est donc la différence entre la pression atmosphérique et un vide parfait, ce qui élèverait l'eau à 10,33 mètres, comme l'établit Evangelista Torricelli, élève de Galilée, en 1644. Il répondait au problème que lui avaient posé les fontainiers de Florence qui s'acharnaient depuis plusieurs années, sans résultat, à aspirer l'eau de l'Arno à plus de trente-deux pieds de hauteur (10,33 mètres). Par son expertise, il venait par ailleurs de mettre en évidence, le vide physique, la pression atmosphérique et d'inventer le baromètre.

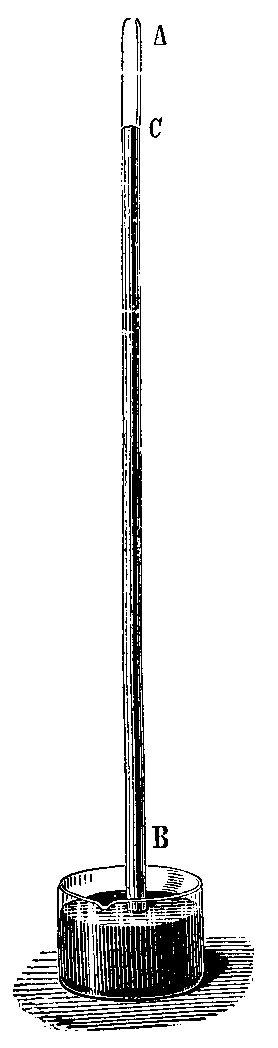
Baromètre à mercure d'Evangelista Torricelli, l'un des premiers vides soutenus dans un laboratoire.

Galilée (1564-1642) s'intéressait au vide comme à un milieu limite plutôt qu'à la réalité d'un absolu du vide, c'est-à-dire au milieu expérimental relativement vide dans lequel on s'approche des conditions « idéales » d'étude de la pesanteur terrestre affectant les corps indépendamment de leur densité et égalisant leur temps de chute loin de tout facteur particularisant : « on voit donc que la question du vide constitue pour le savant italien une condition de pureté à laquelle on tend en raisonnant à la limite (à partir d'expériences de ralentissement en divers milieux) sans parvenir dans l'absolu ». Galilée était d'autre part bien familiarisé avec la pesanteur de l'air et enseigne dans ses Dialogues deux moyens de la démontrer et de la mesurer, mais il n'est pas allé plus loin et l'honneur de découvrir la pression de l'atmosphère était réservé à son disciple Torricelli.
Le problème du vide a été illustré de 1640 à 1648 environ par les noms de Gasparo Berti, Evangelista Torricelli (1608-1647), Marin Mersenne, Blaise Pascal (en association avec Gilles Personne de Roberval)
En 1643, Torricelli a donc cette idée que cette force qui soutient les fluides au-dessus de leur niveau dans les tuyaux privés d'air ne peut être que la colonne atmosphérique qui pèse sur leur surface extérieure. Ce principe adopté, il en conclut qu'un fluide plus pesant que l'eau ne s'élèverait pas à 32 pieds et que la hauteur qu'il pourrait atteindre serait en raison inverse de son poids, comparé à celui de l'eau. Ainsi le mercure étant à peu près 14 fois plus lourd que l'eau, il ne doit s'élever qu'à la quatorzième partie de 32 pieds, c'est-à-dire à 29 ou 30 pouces. Torricelli prend en conséquence un tube de verre de plusieurs pieds de longueur, fermé hermétiquement à l'un de ses bouts, il le remplit de mercure et le renverse ensuite en bouchant l'ouverture avec un doigt. Ayant plongé cette partie du tube dans un vase plein de mercure, il retire son doigt. L'événement justifia sa conjecture, le mercure contenu dans le tube descendit jusqu'à ce qu'il n'en restât plus qu'une colonne d'une hauteur d'à peu près 30 pouces au-dessus de la surface du mercure qui se trouvait dans le vase.

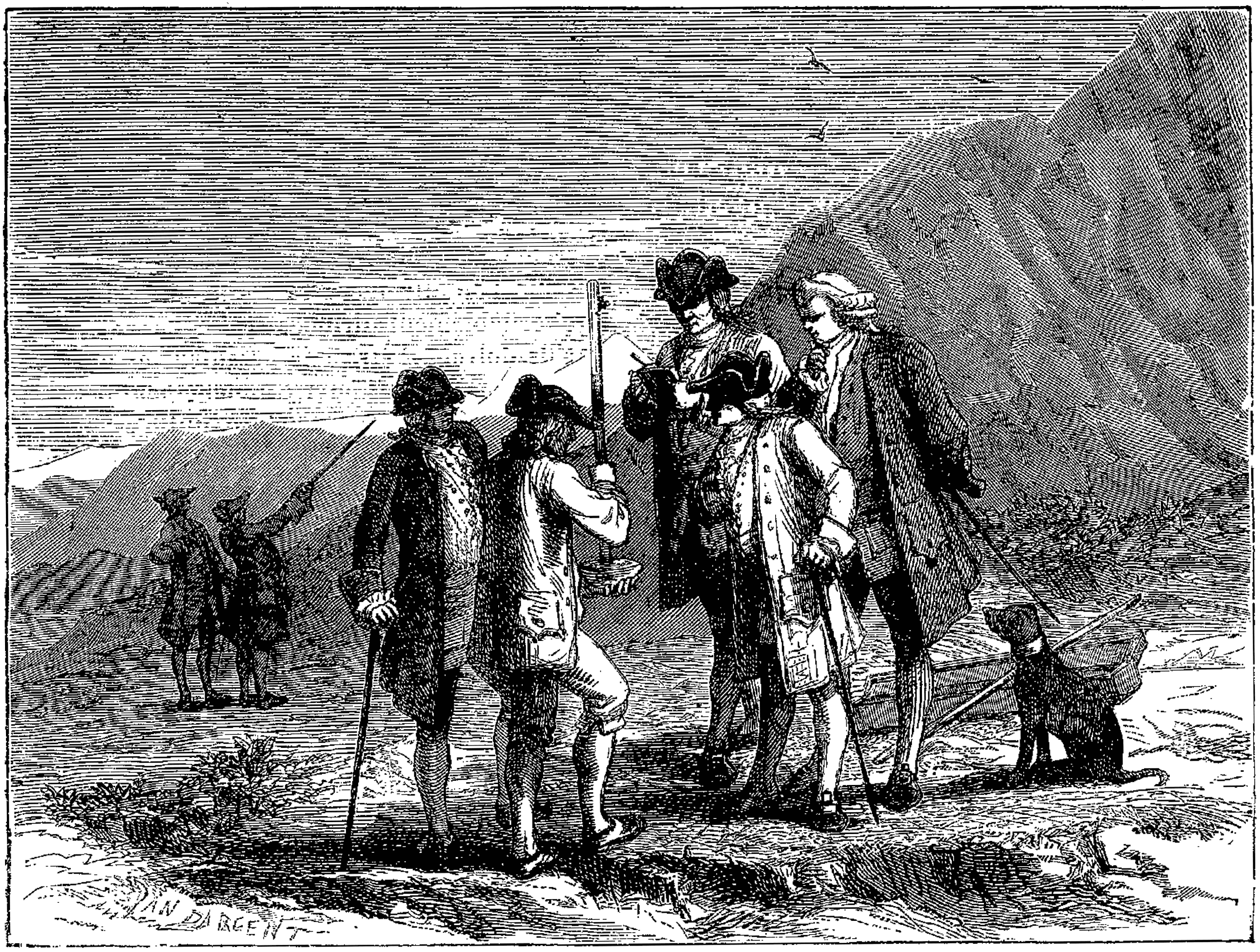
Florin Périer mesurant la hauteur du tube de Torricelli sur le puy de Dôme.

Cette expérience est répétée par Marin Mersenne en 1644. Blaise Pascal publie un traité : Expériences nouvelles touchant le vide en 1647. Il détermine son beau frère Florin Périer à exécuter l'expérience du puy de Dôme dans laquelle on trouva que la hauteur de la colonne de mercure soutenue dans le tube de Torricelli variait suivant l'altitude. Par ce moyen, il ne fut plus permis de douter que ce fût la pesanteur de l'atmosphère qui tînt la colonne de mercure en équilibre, puisqu'en s'élevant dans l'air et en rendant ainsi la colonne atmosphérique plus courte et par conséquent moins pesante, celle de mercure diminuait en même temps.

### Vacuistes contre plénistes
Là où Pascal, certainement plus empiriste, croit que l'expérience tranche en faveur du vide à l'intérieur du tube renversé, Descartes (1596-1650) introduit la notion de materia subtilis qui, non perceptible, remplit le haut du tube, « matière imperceptible, inouïe et inconnue à tous les sens ». En face des vacuistes (du latin vacuum, vide), les plénistes n'ont pas baissé les bras. Peuvent être comptés parmi les plénistes, à côté de penseurs qui admettent des concepts purs et indépendants de toute expérience sensible, de tradition cartésienne, des penseurs plus proches de l'aristotélisme, tel Thomas Hobbes, qui très tôt est conscient que la perception a ses limites « de sorte que l'hypothèse d'une réalité inaccessible aux sens ne le heurte pas par principe et qu'il n'attaque pas la notion même de matière subtile dans ses travaux d'optique ; de plus, sa conception de la raison va dans le même sens, ne réputant radicalement impossible avant toute expérience que ce qui tombe dans l'absurdité logique et le verbalisme ». D'autres plénistes comme Étienne Noël, Nicolas Malebranche, Charles Cavendisch, avec Hobbes, donneront un avenir aux idées métaphysiques de Descartes.
Le problème de l'existence du vide était fort délicat en ce qu'il contrariait certains postulats fondamentaux des philosophies aristotélicienne et cartésienne. Par exemple Michelangelo Ricci, mathématicien romain très au fait de l'étiquette et qui devait par ailleurs devenir cardinal, prévint Léopold de Médicis, initiateur de l'Accademia del Cimento (héritière des deux grands savants des Médicis, Galilée et Torricelli), des attaques que pouvait encourir la discussion sur le vide dont les Saggi - sorte de livre illustré destiné aux membres de la communauté aristocratique et princière européenne, vitrine de la science des Médicis - s'étaient fait écho ; attaques qu'il percevait comme sérieusement embarrassantes en fonction même du mécénat princier dont bénéficiait l'Académie.

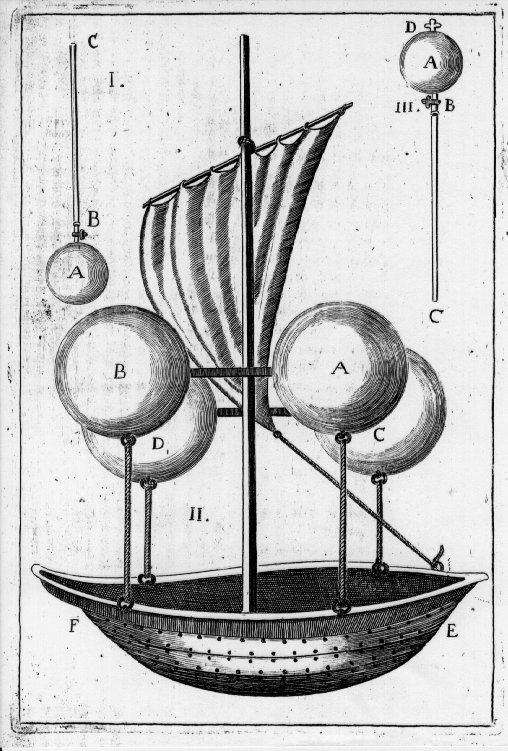
Représentation de l'aéronef à vide inventé par Lana.

L'idée d'une sorte de vessie remplie d'un matériau plus léger que l'air et pouvant emmener l'homme dans les airs était déjà dans les esprits au XVIIe siècle. En 1670 Francesco Lana de Terzi, jésuite de Brescia, confiant dans la poussée d'Archimède appliquée à l'air, émet le projet de construction d'un navire à voiles et à rames qui devait voyager dans l'air. Ce navire aérien se composait de quatre sphères creuses de 20 pieds de diamètre et qui devaient être complètement vides d'air. Mais la manière d'y produire le vide était défectueuse et l'exécution à peu près impossible, ils devaient être en cuivre et n'avoir environ qu'un dixième de millimètre d'épaisseur. Dans une situation théoriquement parfaite, avec des sphères sans poids, un « ballon à vide » serait 7 % plus léger qu'un ballon rempli d'hydrogène et 16 % plus léger qu'un hélium. Toutefois, étant donné que les parois du ballon doivent pouvoir rester rigides sans implosion, le ballon ne peut être construit avec aucun matériau connu. Cela n'était pas passé inaperçu pour Leibniz, Hooke et Borelli, en plus de l'impossibilité d'y faire le vide par le procédé indiqué par Lana. Malgré cela, il y a de nos jours encore matière à discussions sur le sujet.

### Boyle vs Hobbes
Robert Boyle qui discourra avec Thomas Hobbes ne sera ni vacuiste ni pléniste.
An Experiment on a Bird in the Air Pump, une peinture à l'huile de Joseph Wright of Derby en 1768, représente un savant, précurseur des scientifiques modernes, reproduisant une des expériences de Robert Boyle avec une pompe à air, dans laquelle un oiseau est privé d'oxygène sous le regard d'une audience variée.

### Le vide chez Newton
Isaac Newton (1643-1727) fut pléniste avant d’être vacuiste.
Newton est d'abord aristotélicien avant d'être le critique de la philosophie et de la science cartésienne, puis de prendre rang dans l'histoire des sciences comme fondateur de la mécanique classique. Les premiers écrits de Newton portent la marque fidèle de l'enseignement encore très scolastique qui se délivrait dans l'Angleterre du début du XVIIe siècle. Ici, le mouvement n'est rien de plus que la célèbre entéléchie, soit l'acte de ce qui est en puissance, impliquant, par ce fait même, un changement ontologique dans le corps mû. Le mouvement ainsi conçu requiert un agent qui meut. Si donc les projectiles continuent à se mouvoir tandis que leur moteur n'agit plus, c'est que le milieu traversé se substitue au moteur en son rôle de support du mouvement. Toutes les bases du Livre 4 de la Physique aristotélicienne sont fidèlement assumées, même l'idée selon laquelle le mouvement ne saurait se faire dans le vide.
Mais les lectures de Gassendi, Boyle, Hobbes, Henry More et Descartes déclenchent progressivement la controverse. Dès le De Gravitatione, vers 1665, l'intention de Newton se fait ambitieuse, il s'agit désormais d'établir sérieusement les fondements de la mécanique comme science, fondements que Descartes a manqués. Les hypothèses « philosophiques » sont rejetées comme moyen de fonder des concepts scientifiques. Newton établit par la suite la proportionnalité directe entre la force de gravitation des corps sur les planètes et leur quantité de matière, et, in fine, la certitude du vide, de par l'universalité des déductions qu'elle autorise. Les trois Livres des Philosophiae naturalis principia mathematica sont consacrés, sur la base des définitions et lois du mouvement :
- le premier aux mouvements des corps, abstraction faite du milieu (air, eau, etc.),
- le second aux mouvements des corps en des milieux résistants,
- le troisième aux mouvements des corps qui se déplacent en des milieux non-résistants.

Ceci permet d'établir, au troisième Livre, que les corps célestes, n'éprouvant aucune résistance de leur milieu, comme les observations astronomiques de l'époque l'attestent (celles de Nicolas Copernic (1473-1543), Johannes Kepler (1571-1630), Tycho Brahe (1546-1601), etc.), et ne pouvant donc être mus par des tourbillons de « matière très subtile », doivent obéir à d'autres lois que celles fixées par Descartes. D'où le rejet de la théorie des tourbillons, d'où la théorie de la gravitation universelle produisant un nouveau « système du monde ». Toutefois, Newton considère que la force gravitationnelle se transmet à travers l'espace par le biais d'un éther, une sorte de substance dépourvue de propriété physique, emplissant l'espace et les corps.

### Chez Einstein
Avant les années 1920, Einstein ne s'est pas intéressé au vide, mais plutôt à l'éther et aux raisons de son « inutilité » en physique. En l'absence d'éther, l'espace vide de matière est une notion présente dans l'électromagnétisme de Maxwell et en relativité restreinte et générale. Dans cette dernière théorie, une partie de l'espace vide de toute matière a des propriétés de courbure précisées par l'équation d'Einstein. À partir des années 1920, Einstein met en doute l'existence d'un espace physique vide de toute matière et de champ et avance l'idée de l'existence d'une sorte d'éther emplissant l'espace et tout juste conforme à la relativité générale. Il consacre l'annexe 5 de son livre Relativité - Théories spéciale et générale (Relativity - The Special and the General Theory, traduction de Robert Lawson, 1961) à la relativité et [au] problème de l'espace. Il y donne raison à Descartes en niant l'existence du vide, c'est-à-dire, précise-t-il, l'existence d'un espace vide de champ. Il note dans sa préface à la 9e édition du livre : « les objets physiques ne sont pas « dans l'espace », mais ces objets ont une « étendue spatiale ». De la sorte, le concept d' « espace vide » perd son sens. ».
Le vide est, en relativité générale, une région de l'espace-temps dans laquelle le tenseur énergie-impulsion s'annule {\displaystyle \left(T_{\mu \nu }=0\right)},,, et, en l'absence de constante cosmologique {\displaystyle \left(\Lambda =0\right)}, l'équation du champ gravitationnel se réduit à {\displaystyle R_{\mu \nu }=0}, où {\displaystyle R_{\mu \nu }} est le tenseur de Ricci.

### Physique quantique et vide
La physique quantique, qui définit le vide comme l'état d'énergie minimale de la théorie, montre qu'il reste néanmoins le siège de matérialisations spontanées et fugaces de particules et de leurs antiparticules associées. Ces particules, qui s'annihilent presque immédiatement après leur création, sont dites particules virtuelles. Ces fluctuations quantiques sont une conséquence directe du principe d'incertitude qui affirme qu'il n'est jamais possible de connaître avec une certitude absolue la valeur précise de l'énergie. C’est le phénomène des « fluctuations quantiques du vide ». Dans ce cadre, il devient possible de discuter de l'énergie du vide. En effet, il se peut que le vide soit polarisé, c’est-à-dire que les particules et les antiparticules deviennent pérennes et non éphémères comme les particules virtuelles. Cette polarisation se produit lorsque le vide reçoit un champ magnétique.

## Chronologie des techniques du vide
- 1644 : découverte de la notion physique du vide par Torricelli.
- 1646 : Pascal confirme et affine cette théorie.
- 1654 : Otto von Guericke fabrique la première pompe à vide. Expérience des hémisphères de Magdebourg
- 1855 : Heinrich Geissler fabrique la première pompe à vide à déplacement de mercure. Le vide obtenu est proche de 0,1 Torr (= 0,1 mmHg ou 0,133 mbar).
- 1865 : Sprengel invente la trompe à mercure.
- 1905 : Wolfgang Gaede (de) crée la pompe à vide rotative à mercure.
- 1910 : Gaede invente la pompe à palettes (principe inchangé de nos jours).
- 1913 : Gaede invente la pompe turbomoléculaire, puis, dans la foulée, la pompe à diffusion, qui sera perfectionnée par la suite par Langmuir.

## Qualité
Il existe différents types de pompes à vide pour atteindre différentes gammes de pression, mais pour les gammes de pression les plus basses c'est la technologie et la propreté de l'enceinte à vide qui sont primordiales. Pour décrire la qualité du vide, on distingue cinq domaines qui caractérisent la quantité de matière restante par rapport à un volume. À chacun de ces domaines correspond une gamme d'appareils.
Différentes unités de mesure sont d’usage courant :
- le pascal, symbolisé Pa, est l’unité du Système international ;
- le millibar, symbolisé mbar ; 1 mbar = 100 Pa ;
- le torr, symbolisé Torr, conventionnellement fixée à 133,322 pascals.

Le tableau suivant classe les différents domaines de vide selon la norme internationale ISO 3529-1.
| Domaine de vide                           | Nom et sigle en anglais   | Pression en Pa               | Molécules par cm3 | Libre parcours moyen d'une molécule | Matériaux utilisés lors de la création du vide | Pompes utilisées pour la création du vide   | Utilisations                                |
| ----------------------------------------- | ------------------------- | ---------------------------- | ----------------- | ----------------------------------- | --- | ------------------------------------------- | ------------------------------------------- |
| Vide grossier ou vide industriel          | Low (rough) vacuum        | Pression atmosphérique - 100 | 1019 - 1016       | 0,1 - 100 μm                        | Simples, tel que l'acier ordinaire | Volumétriques                               | Emballage (sac sous vide), séchage, moulage |
| Vide fin ou vide primaire                 | Medium (fine) vacuum      | 100 – 0,1                    | 1016 - 1013       | 0,1 – 100 mm                        | Élaborés tel que l'acier inoxydable | Volumétriques                               | Dépôt chimique en phase vapeur (CVD)        |
| Vide poussé, haut vide ou vide secondaire | High vacuum (HV)          | 0,1 - 10-6                   | 1013 - 109        | 10 cm - 1 km                        | Élaborés tel que l'acier inoxydable | A vide poussé avec des joints en élastomère | Dépôt physique par phase vapeur (PVD)       |
| Ultravide                                 | Ultra-high vacuum (UHV)   | 10-6 - 10-9                  | 109 - 104         | 1 km - 105 km                       | Élaborés tels que l'acier inoxydable à faible teneur en carbone avec des préparations de surface spéciales                                                                   | A vide poussé avec des joints métalliques   | Faisceaux ioniques                          |
| Ultra-ultravide                           | Extreme-high vacuum (XHV) | <10-9                        | <104              | >105 km                             | Sophistiqués tels que l'acier inoxydable à faible teneur en carbone, l'aluminium, le cuivre-béryllium et le titane cuits sous vide et avec préparations de surface spéciales | Sophistiquées avec joints métalliques       |                                             |

## Propriétés physiques
Perméabilité magnétique du vide μ0
μ0≡ 4π 10−7 kg m A−2 s−2 (ou H/m)
Conductance électrique du vide :
G0 = 1/119,916 983 2 π S ≈ 2,654 418 729 438 07 × 10−3 A2 s3 kg−1 m−2 =1/(μ0c)
Permittivité diélectrique du vide ε0
ε0= 1/35 950 207 149 π F/m ≈ 8,854 187 817 620 39 × 10−12 A2 s4 kg−1 m3 ≡ 1/(μ0c2)
Impédance caractéristique du vide
Z0 = 119,916 983 2 π Ω ≈ 376,730 313 461 770 68 kg m2 A−2 s−3 ≡ μ0c

## Applications

### Usages divers
- Pompe à bras

### Applications industrielles
La première utilisation répandue du vide a été la lampe à incandescence, utilisée pour protéger le filament de la dégradation chimique. L'inertie chimique produite par un vide est également utile pour le soudage par faisceau d'électrons, le soudage à froid, l'emballage sous vide et la friture sous vide. L'ultravide est utilisé dans l'étude des substrats atomiquement propres, puisque seul un très bon vide conserve les surfaces propres à l'échelle atomique pour une période assez longue (de l'ordre de la minute à plusieurs jours). Le haut-vide et l'ultra-vide suppriment l'obstruction de l'air, ce qui permet à des faisceaux de particules de déposer ou d'enlever des matériaux sans contamination. Cela est le principe du dépôt chimique en phase vapeur, du dépôt physique par phase vapeur et de la gravure sèche, qui sont essentiels pour la fabrication des dispositifs à semi-conducteurs et des revêtements optiques (en) et dans la science des surfaces.
La diminution de convection dans le vide fournit l'isolation thermique des bouteilles isothermes (thermos). Le vide profond abaisse le point d'ébullition des liquides et favorise le dégazage à basse température, qui est utilisé dans la lyophilisation, la préparation d'adhésifs, la distillation, la métallurgie et les procédés de purge. Les propriétés électriques du vide rendent possibles les microscopes électroniques, les tubes à vide et les tubes à rayons cathodiques. Les interrupteurs à vide (Vacuum interrupter (en)) sont utilisés dans un appareillage électrique. La refusion à l'arc sous vide est industriellement importante pour la production de certaines qualités de matériaux en acier de pureté élevée. L'élimination du frottement de l'air est utile pour le stockage d'énergie par volant d'inertie et les ultracentrifugeuses.